# Данциг трилогија
Данциг трилогија је серијал романа немачког нобеловца Гинтера Граса. Трилогија се фокусира на међуратни и период Другог светског рата у Слободном граду Данцигу, данас Гдањск, Пољска.
Три књиге које сачињавају ову трилогију јесу:
1. Лимени добош, оригинално објављена 1959. године
2. Мачка и миш, оригинално објављена 1961. године
3. Псеће године, оригинално објављена 1963. године